# بصمات على جدار الزمن (مسلسل)
بصمات على جدار الزمن مسلسل تلفزيوني سوري، تأليف وإنتاج داوود شيخاني وإخراج هيثم حقي، بطولة محمود سعيد وأسعد فضة وأسامة الروماني و ياسر العظمة وعصام عبه جي، و من ليبيا الطاهر القبائلي وعياد الزليطني. 

## أحداث المسلسل
تدور أحداث هذا المسلسل في أواخر القرن الثامن عشر، حين كانت المنطقة العربية لا تزال تحت الدولة العثمانية، حيث إستقلت الولايات العثمانية البعيدة نسبيا عن مقر السلطان العثماني وأعلنت في نمط متشابه بينها جميعاعن ولايات حكم ذاتي تتبع من الناحية الشكلية سلطان العثمانيين وتنفرد بحكم ذاتي داخلي تطور فيما بعد إلى شبه ممالك مستقلة متوارثة كما في مصر وليبياو الجزائر وتونس.
تتحدث قصة مسلسل (بصمات على جدار الزمن) عن قلعة (السرايا الحمراء) بطرابلس الغرب حيث يقع قصر علي باشا قره مانللي حاكم إيالة طرابلس (ليبيا حاليا) ، وعلي باشا هو حفيد أحمد باشا قره مانللي مؤسس عهد الأسرة القرهمانللية التي حكمت ولاية طرابلس (ليبيا الحالية) لمدة 124 سنة (من سنة 1711 وحتى 1835).
ننحدر أسرة القرهمانللي التي لا زالت بقاياها تعيش في طرابلس حتى يومنا هذا من مدينة قرهمان التركية، وقد جاء جد هذه الأسرة ضمن جنود القرصان درغوت باشا الذي حرر طرابلس من أيدي فرسان القديس يوحنا(فرسان مالطا)وأقام منها ولاية تابعة للسلطان العثماني في أستانبول. وقد كان جنديا ضمن جنود (الانكشارية) التي كانت يأتي أفرادها من جميع أنحاء الدولة العثمانية للعمل في السلك العسكري والشرطي والوظائف الحكومية التابعة لحكومة طرابلس أو أي من الإدارات التي تنتشر في جميع المراكز الإدارية في الإيالة. وقد تطور الأمر وأستوطن أفراد طبقة الانكشارية في البلاد وتزوجوا من النساء المحليات وإبتاعوا الأراضي والمباني والعقارات في المناطق المحيطة بمراكز المدن وشكلوا مايسمى بطائفة أو فئة القولوغولي الذين نراهم اليوم ينتشرون في معظم المدن التي كانت تحوي إدارات ومراكز للحكم العثماني.
إنقلب أحد أفراد هذه الطبقة وهو أحمد قرهمانللي على الوالي العثماني واستطاع أن يحشد السكان المحليين وراءه للسيطرة على الحكم في طرابلس ثم تطور الأمر إلى إعلان طرابلس إمارة شبه مستقلة إنفرد فيها بالحكم وعمل جاهدا للتخلص من كل المنافسين مع الحفاظ على رضا السلطان بدفع الضريبة السنوية التي تضمن إستمرار التبعية الشكلية للباب العالي. 
أما الباشا الذي تدور في عهده أحداث هذا المسلسل فهو الحفيد الأول لأحمد باشا الكبير علي باشا الذي لعب دوره الفنان الكبير (أسعد فضة) ، وأبناءه حسن بيك وأحمد بيك ويوسف بيك الابن الأصغر للباشا الذي لعب دوره الفنان الشهير (ياسر العظمة).
وتعود أحداث القصة وتفاصيلها في كثير منها إلى كتاب (عشر سنوات في بلاط طرابلس) وهوعبارة عن مذكرات ويوميات كانت تدونها موظفة في القنصلية البريطانية تدعى مس توللي هي أخت القنصل البريطاني مستر ريتشارد توللي، وقد أقامت هذه الكاتبة مدة عشر سنوات (1783 - 1793) داخل أسوار قلعة طرابلس، إختلطت بحريم الباشا وأبنائه وعائلتهم والعديد من موظفي السرايا الحمراء وبعض العائلات الطرابلسية، والسفارات الأوروبية في بلاط الباشاوترددت عليهم في بيوتهم داخل وخارج أسوار القلعة وتحدثت إليهم وسمعت منهم وعاصرت الكثير من الأحداث التي أسست لأحداث أكبر وأخطر فيما بعد. ظهرت هذه المراسلات حين عثر عليها أحدأبناء عائلة توللي وعرف أهميتها التاريخية وقام بجمعها وإصدارها على هيئة كتاب سماه (عشر سنوات في بلاط طرابلس) وصدر سنة في المملكة المتحدة 1817 وقد تمت ترجمته إلى الفرنسية والعربية ويعتبر الكتاب اليوم من أهم المراجع عن منطقة الشمال الإفريقي لتلك الحقبة من الزمن. 
يؤخذ عن المسلسل أنه لا يستعمل الأسماء الحقيقية التاريخية التي هي معروفة جيدا للباحثين والمتابعين، كما أن المسلسل لا يذكر ولا يتعرض حتى ولو بالإشارة إلى أن أحداثه إنما تمثل تاريخا مهما لمدينة تاريخية مهمة من المدن الشمال أفريقية هي طرابلس الغرب، والحقيقة أن تغيير الأسماء التاريخية وتجاهل الإعلان عن الأماكن التي حدثت قيها أحداث المسلسل يعتبر مدعاة للإستغراب ويضع علامات إستفهام كبيرة على دوافع المسؤولين عن هذه العمل الفني المميز.

## الممثلون
- محمود سعيد
- أسعد فضة
- أسامة الروماني
- ياسر العظمة
- عصام عبه جي
- مها الصالح
- الطاهر القبائلي
- نادين
- عياد الزليطني
- سمر سامي
- رياض نحاس
- عبد الرحمن أبو القاسم
- محمد الكور
- أحمد أيوب
- يوسف الكردي
- هاني شاهين
- سعيد عبد السلام
- محمد المصراتي
- هالة شوكت.
- يوسف حنا
- هاني الروماني